# Powiat miechowski
Powiat miechowski – powiat w Polsce, w północnej części województwa małopolskiego, utworzony w 1999 roku w ramach reformy administracyjnej. Jego siedzibą jest miasto Miechów.
W skład powiatu wchodzą:
- gminy miejsko-wiejskie: Książ Wielki, Miechów
- gminy wiejskie: Charsznica, Gołcza, Kozłów, Racławice, Słaboszów
- miasta: Książ Wielki, Miechów

Najwyższym szczytem powiatu jest Bukowska Góra (442 m n.p.m.) położona w miejscowości Buk gm. Gołcza.
Według danych z 31 grudnia 2019 roku powiat zamieszkiwało 48 818 osób. Natomiast według danych z 30 czerwca 2020 roku powiat zamieszkiwało 48 689 osób.

## Zmiany administracyjne powiatu miechowskiego po 1918 r.
- 1 grudnia 1933 r. wyłączono z powiatu, gminy Kozłów, wsie: Krężoły, Kowalów i Pękosław. Które przyłączono do gminy Wodzisław w powiecie jędrzejowskim[5].
- 1 kwietnia 1939 r. włączono do powiatu wieś Mostek, z gminy Jangrot, powiatu olkuskiego[6].
- 1 kwietnia 1945 roku, powiat miechowski zmienił przynależność z województwa kieleckiego na województwo krakowskie[7].
- W związku z powstaniem powiatu proszowickiego. 1 października 1954 roku, wyłączono z powiatu miasto Proszowice, oraz gromady: Biórków Wielki, Brzesko Nowe, Dobranowice, Igołomia, Karwin, Klimontów, Koniusza, Kowala, Makocice, Mniszów, Niegardów, Ostrów, Pałecznica, Pieczonogi, Radziemice, Smoniowice, Śmiłowice, Wawrzeńczyce oraz Wierzbno[8].
- Do powiatu włączono gromadę Sieciechowice z powiatu olkuskiego w roku 1955[9].
- W 1956 roku z powiatu wyłączono wsie Łętkowice i Waganowice i przyłączono do powiatu proszowickiego[10].
- 1 stycznia 1958 roku, wyłączono z powiatu gromady: Jeżówka, Poręba Górna i Wierzchowisko, które włączono do powiatu olkuskiego. Natomiast gromady: Luborzyca, Michałowice i Więcławice Stare przyłączono do powiatu krakowskiego[11].
- 31 grudnia 1959 roku przyłączono z powiatu proszowickiego wsie: Czechy, Kępa, Waganowice[12].
- 31 grudnia 1961 roku, przyłączono z powiatu olkuskiego wieś Wierzbie. Odłączono z kolei do powiatu proszowickiego wsie: Goszyce, Łososkowice, Skrzeszowice[13].
- 1 stycznia 1969 roku, wyłączono z powiatu gromadę Goszcza oraz wieś Wola Więcławska i Kozierów, które przeszły do powiatu krakowskiego. Wieś Gołyszyn przeszła do powiatu olkuskiego[14].
- W 1975 roku zostały zlikwidowane powiaty, wraz z miechowskim[15] Sam Miechów został przyłączony do województwa kieleckiego.
- 1 stycznia 1999 roku, w wyniku reformy administracji utworzono powiat miechowski. W jego skład weszły następujące gminy: Miechów, Charsznica, Gołcza, Książ Wielki, Racławice, Kozłów i Słaboszów[16]. Nie weszły gminy: Słomniki i Iwanowice, które przed likwidacją wchodziły w skład powiatu.

## Demografia

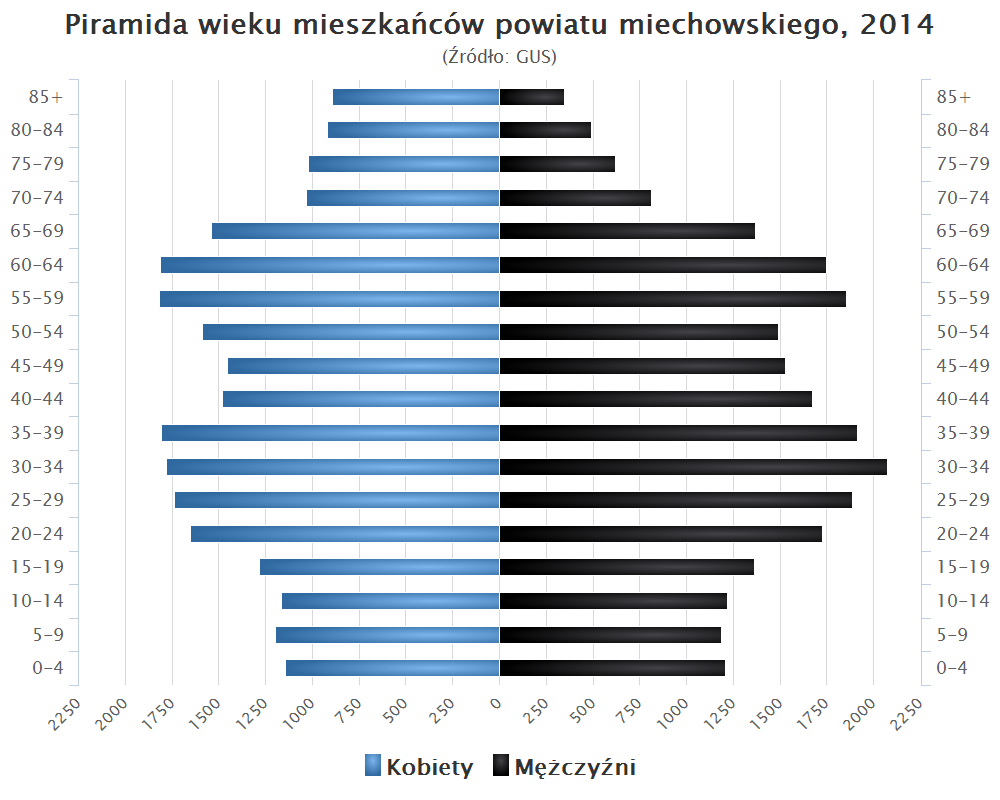
Piramida wieku mieszkańców powiatu miechowskiego w 2014 roku

Liczba ludności (dane z 30 czerwca 2005):
|        | Ogółem | Ogółem | Kobiety | Kobiety | Mężczyźni | Mężczyźni |
| osób   | %      | osób   | %       | osób    | %         |           |
| ------ | ------ | ------ | ------- | ------- | --------- | --------- |
| Ogółem | 50 931 | 100    | 25 948  | 50,95   | 24 983    | 49,05     |
| Miasto | 11 815 | 23,20  | 6304    | 12,38   | 5511      | 10,82     |
| Wieś   | 39 116 | 76,80  | 19 644  | 38,57   | 19 472    | 38,23     |

▶Wieś vs ▶miasto
Ogółem (▶k, ▶m)
Miasto (▶k, ▶m)
Wieś (▶k, ▶m)

## Religia
- Kościół rzymskokatolicki: Dekanat miechowski – 11 parafii; Dekanat skalbmierski (część) – 1 parafia; Dekanat wodzisławski (część) – 2 parafie; Dekanat żarnowiecki (część) – 3 parafie;
- Świadkowie Jehowy: 2 zbory[18][19].

## Sąsiednie powiaty
- powiat proszowicki
- powiat krakowski
- powiat olkuski
- powiat zawierciański (śląskie)
- powiat jędrzejowski (świętokrzyskie)
- powiat pińczowski (świętokrzyskie)
- powiat kazimierski (świętokrzyskie)